# Wild Mountain Thyme
Wild Mountain Thyme, également connue sous les titres Purple Heather et Will You Go Lassie, Go, est une chanson folk enregistrée pour la première fois par Francis McPeake en 1957. Il ne s'agit donc pas d'une chanson traditionnelle, contrairement à ce que l'on croit fréquemment : elle est sous copyright de l'English Folk Dance and Song Society Publications. Elle a fait l'objet de nombreuses reprises.
Il s'agit d'une variante d'une chanson traditionnelle The Braes of Balquhidder, écrite par Robert Tannahill (1774-1810), contemporain de Robert Burns.

## Reprises
- Judy Collins sur l'album A Maid of Constant Sorrow (1961)
- Joan Baez sur l'album Farewell Angelina (1965)
- The Byrds sur l'album Fifth Dimension (1966)
- Marianne Faithfull sur l'album North Country Maid (1966)
- Strawbs en face B du single Part of the Union (1972)
- Van Morrison sur l'album Hard Nose the Highway (1973)
- Bert Jansch sur l'album Heartbreak (1982)
- Glenn Frey sur l'album Glenn Frey Live (1993)
- The Silencers sur l'album So Be It (1994)
- Rod Stewart sur l'album A Spanner in the Works (1995)
- The Real McKenzies sur l'album Clash of the Tartans (2000)
- Mark Knopfler sur l'album A Shot at Glory (2001)
- Albert Kuvezin and Yat-Kha sur l'album Re-Covers (2005)